# Грашот (Охајо)
Грашот (енгл. Gratiot) град је у америчкој савезној држави Охајо.

## Демографија
По попису из 2010. године број становника је 221, што је 34 (18,2%) становника више него 2000. године.
| Група             | 2000.       | 2010.       |
| Белци             | 184 (98,4%) | 218 (98,6%) |
| Афроамериканци    | 2 (1,1%)    | 1 (0,5%)    |
| Азијати           | 0 (0,0%)    | 0 (0,0%)    |
| Хиспаноамериканци | 0 (0,0%)    | 0 (0,0%)    |
| Укупно            | 187         | 221         |